# Mario Montoya
Mario Montoya Uribe (29 de abril de 1949 en Buga, Valle del Cauca) es un militar colombiano retirado, acusado de ser uno de los autores de cientos de asesinatos extrajudiciales de civiles inocentes, conocidos eufemísticamente como "Falsos positivos". Estuvo en servicio 40 años y fue comandante del Ejército Nacional de Colombia hasta el 4 de noviembre de 2008, bajo el gobierno de Álvaro Uribe Vélez. Lideró las operaciones Orión (2002), Fénix (2008) y Jaque (2008) contra las Fuerzas Armadas Revolucionarias de Colombia - Ejército del Pueblo (FARC-EP).
Simultáneamente Human Rights Watch lo acusa de ser responsable por homicidios de civiles dentro del marco del conflicto armado colombiano. La justicia colombiana lo investiga por la muerte de cientos de civiles, incluyendo menores, para presentarlos como bajas en combate para aparentar resultados.

## Carrera militar
Montoya es oficial especializado en Caballería. Realizó un postgrado en alta gerencia de la Universidad de los Andes y tiene estudios en ciencias militares en la Escuela Superior de Guerra, un curso avanzado de tanques blindados en la base militar estadounidense Fort Knox, estado de Kentucky. Fue agregado militar en la Embajada de Colombia ante el Reino Unido en Londres, Inglaterra,
Participó en el ataque contra el cuartel de las Farc en La Uribe en 1991 y junto con el Grupo Mecanizado Maza de Cúcuta enfrentó la ofensiva guerrillera en el Catatumbo en 1992. En esos años fue profesor en la Escuela de las Américas en Estados Unidos y, hasta 1994, comandante de la Escuela de Caballería de Bogotá.

### Años 2000

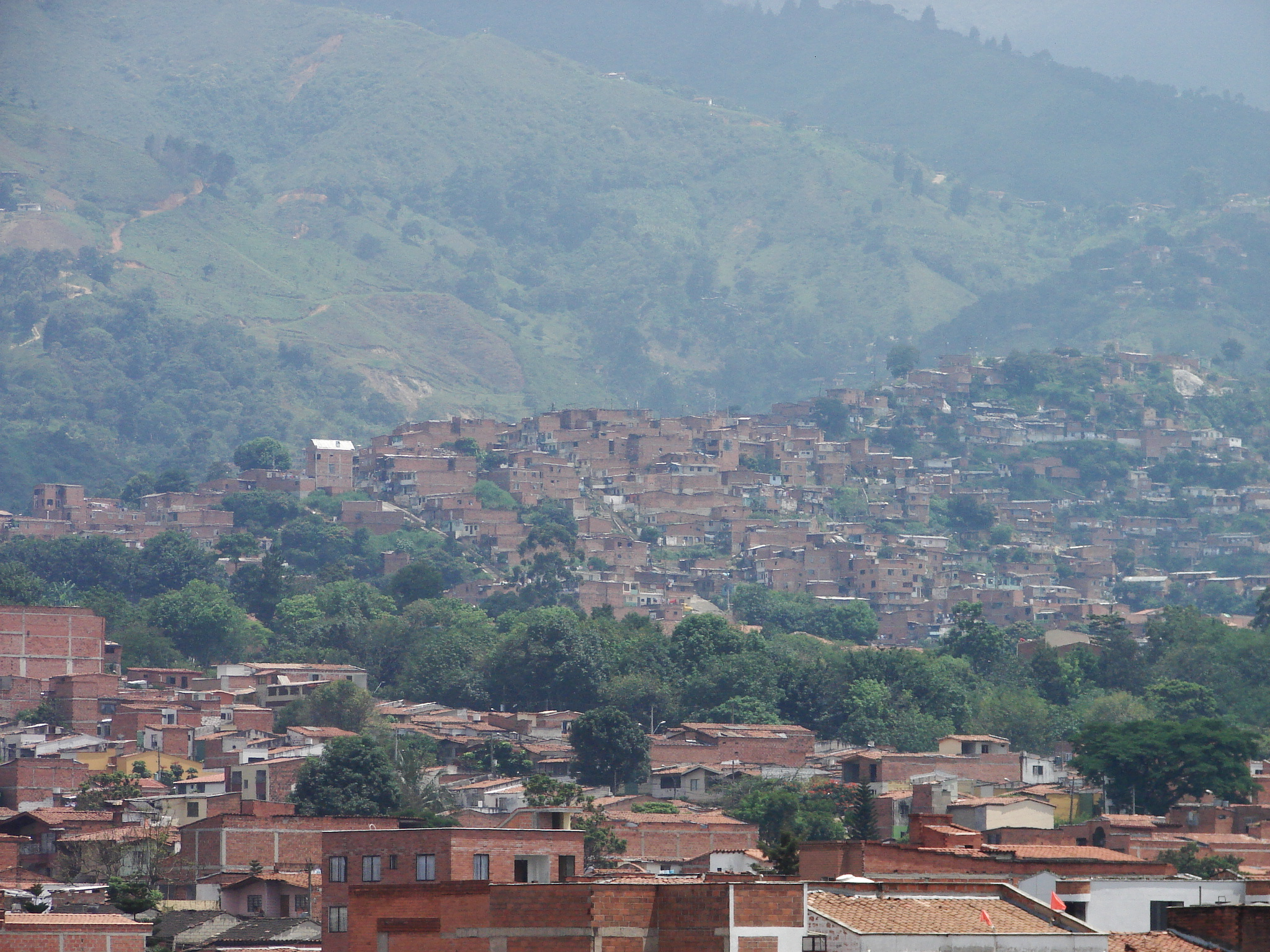
Aspecto de la Comuna 13 San Javier de Medellín, donde se llevó a cabo la Operación Orión.

En 2000, lideró el Batallón Antinarcóticos, en donde estuvo al mando de 8000 hombres. De 2001 a 2003, comandó la Cuarta Brigada en Antioquia. Durante ese periodo, se desarrollaron las operaciones Mariscal, Meteóro, Marcial y Orión. Montoya tuvo que explicar acusaciones por posible omisión en la masacre de Bojayá, ocurrida el 2 de mayo de 2002. La Procuraduría General de la Nación lo exoneró de toda responsabilidad.[cita requerida]
La Operación Mariscal se inició el 21 de mayo de 2002, para expulsar de la Comuna 13 San Javier de Medellín a grupos de milicianos de las Farc, el Ejército de Liberación Nacional (ELN), los Comandos Armados del Pueblo (Cap). En agosto de 2002 comandó la Operación Meteoro, llevada a cabo en el Oriente antioqueño para recuperar el control de la autopista Medellín-Bogotá con 2.500 militares que cada tres kilómetros instalaron retenes, apoyados en la vigilancia por un carro artillado y un tanque de guerra.
Tras la reincidencia de grupos guerrilleros en la Comuna 13 San Javier en Medellín, comandó la Operación Orión.
En marzo de 2003, Montoya comandó la Operación Marcial que permitió al Ejército retomar la ofensiva contra las guerrillas. Se presentaron 141 combates contra los frentes 9 y 47 de las Farc y los frentes "Carlos Alirio Buitrago" y "Bernardo López Arroyabe del Ejército de Liberación Nacional (Eln)". El Observatorio del Programa Presidencial de Derechos Humanos y Derecho Internacional Humanitario, mencionó que en la operación y en otros sucesos que se extendieron a diciembre de 2003, la guerrilla sufrió 215 muertes, 85 capturas, 128 entregas voluntarias, 42 campos minados desactivados y 92 campamentos desmantelados.
En 2000, Montoya fue el primer comandante del Batallón Antinarcóticos del Ejército, en la localidad de Tres Esquinas (Caquetá), tuvo a 8 mil hombres bajo su mando.
Entre las operaciones exitosas de Montoya como Comandante del Ejército se encuentran la Operación Fénix, que dio muerte al jefe guerrillero de las FARC, Raúl Reyes. Primer miembro del secretariado de las Farc, que murió en combate en el conflicto armado colombiano.
Luego vino el éxito del rescate de secuestrados en poder de las Farc en la Operación Jaque, se liberaron a 15 secuestrados sin entrar en combates y mediante inteligencia militar lograron engañar a los guerrilleros.
Tras la operación militar que permitió la fuga de Óscar Tulio Lizcano junto a un guerrillero desertor, fue considerado para ser o ratificado como comandante del Ejército o como próximo Comandante de las Fuerzas Militares de Colombia.
En 2008 renunció abruptamente al cargo de comandante del Ejército por el escándalo de los falsos positivos

## Falsos positivos
Es señalado de ser uno de los principales implicados en el caso de los falsos positivos. Se le acusa de ser responsable de alrededor de 2.500 desapariciones forzadas y asesinatos en persona protegida durante su mandato en el Ejército Nacional de Colombia.
El día 13 de enero de 2019, atentan contra Alfamir Castillo Bermúdez, madre de joven ejecutado por el Ejército Nacional y quien viene siendo amenazada desde la audiencia contra el General Mario Montoya Uribe.
El 13 de septiembre de 2018 fue la primera audiencia del Exgeneral que dirigió el Ejército de Colombia durante el periodo en el que se cometieron los llamados "falsos positivos" o desapariciones forzadas en todo el país. Son alrededor de 2.500 los asesinatos y ejecuciones extrajudiciales de personas presentadas como "muertos en combate", pero que se ha comprobado que eran civiles registrados como guerrilleros solo para aumentar las cifras de efectividad del Ejército, los militares eran alentados por los altos mando para seguir presentando "bajas".
Montoya se presentó ante la Sala de Definición de Situaciones Jurídicas de la JEP, en el marco de la investigación por falsos positivos. Durante el inicio de la diligencia del 13 de septiembre, la secretaría de la JEP enumeró los procesos y denuncias que obran en la justicia ordinaria contra el oficial en retiro. Para ello, el pasado 28 de agosto, la Sala, al conocer las investigaciones por presuntas violaciones a los DD.HH. e infracciones al DIH por cuenta de Montoya, ordenó a la Unidad de Investigación y Acusación de la JEP que practicara una inspección judicial para identificar los hechos y las víctimas de tales investigaciones.
Entre el 29 de agosto y el 7 de septiembre, esa unidad de la JEP recopiló información que sirvió como base para realizar la diligencia para la firma del acta de sometimiento a este sistema de justicia transicional. En el expediente no solo se menciona a Montoya Uribe, sino también a los generales del Ejército Luis Roberto Pico Hernández, Óscar González Peña y Jorge Arturo Salgado Restrepo por su posible responsabilidad en el delito de homicidio en persona protegida. Contra los altos oficiales testificó el coronel Luis Fernando Borja Aristizábal.
En la JEP, a Montoya también se le acusa por la controversial Operación Orión, realizada el 16 de octubre de 2002 en la Comuna 13 de Medellín por la IV Brigada del Ejército, comandada por el Exgeneral, y por la que se han denunciado homicidios, desapariciones forzadas y heridos. 
Montoya también es presunto resonsable de los denominados falsos positivos de Soacha y Bogotá. 
El General en retiro ha sido el de más alto rango que hasta el momento ha pedido ser parte de este tribunal. El llamado de la JEP fue hecho después de que el mismo Montoya en julio pasado solicitara su sometimiento a la Justicia Especial. Montoya escuchó en qué consiste el sometimiento ante el Tribunal de Paz, pero no ha manifestado voluntariamente su suscripción ni ha reconocido el acta. Este sometimiento implicará que accede al Sistema Integral de Verdad, Justicia, Reparación y No Repetición, del cual, además de la JEP, hace parte la Comisión de la Verdad y la Unidad de Búsqueda de Desaparecidos. Además, Montoya no quiso reconocer a las víctimas que lo acusan.
En septiembre del 2021 el Tribunal de Bogotá se negó a que la Fiscalía le imputara cargos a Montoya por al menos 104 ejecuciones extrajudiciales, esa audiencia no se dio, pues el Tribunal de Bogotá concluyó que no era competente, porque Mario Montoya se sometió a la Jurisdicción Especial para la Paz (JEP)

## Distinciones
- Orden de los Libertadores 'Cruz de Boyacá' Medalla Servicios Distinguidos en Orden Público por primera, segunda, tercera, cuarta, quinta y sexta vez.
- Orden al Mérito Militar 'General José María Córdova', en la categoría Oficial y Comendador.
- Orden al Mérito Militar 'General Antonio Nariño', en la categoría Oficial y Comendador.
- Servicios Distinguidos a la Infantería de Marina